# Rankö (ö i Kymmenedalen)

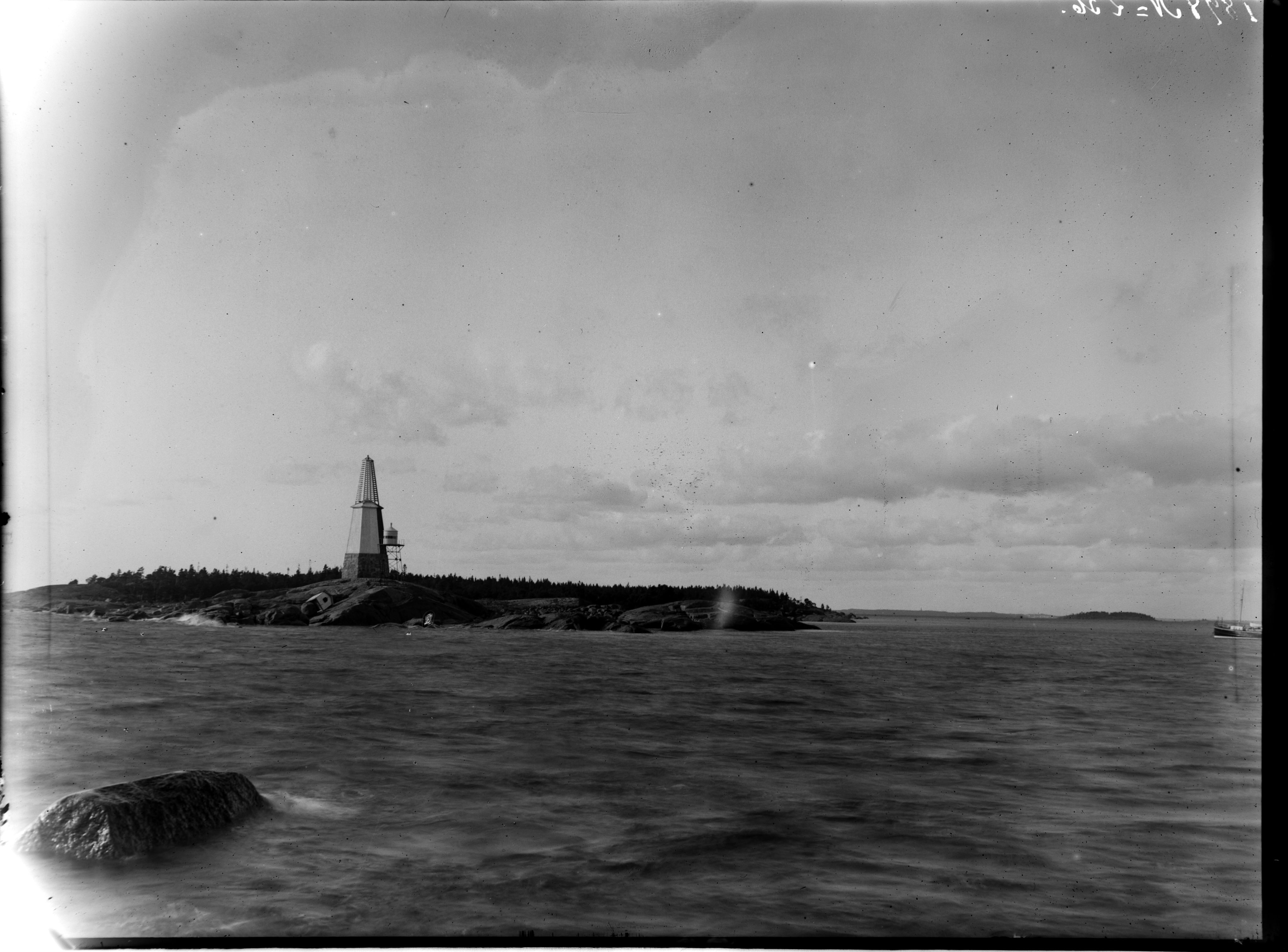
Fyr på Rankö

Rankö, finska: Rankki, är en ö i Finland. Den ligger i Finska viken och i kommunen Kotka i den ekonomiska regionen  Kotka-Fredrikshamn i landskapet Kymmenedalen, i den södra delen av landet. Ön ligger omkring 11 kilometer söder om Kotka och omkring 110 kilometer öster om Helsingfors.
Öns area är 50,8 hektar och dess största längd är 1,5 kilometer i sydöst-nordvästlig riktning. Ön höjer sig omkring 20 meter över havsytan.